# Foshan Nanshi
El Dongguan United (en chino simplificado, 东莞莞联足球俱乐部) es un equipo de fútbol de China que juega en la Primera Liga China, la segunda división nacional.

## Historia
Fue fundado el 19 de octubre de 2016 en la ciudad de Dongguan en Guangdong con el nombre Dongguan Machong Rongyi. El club fue campeón de la cuarta división en 2020 y logra el ascenso a la Segunda Liga China como Guangdong Lianghetang.
Al año siguiente pasa a llamarse Dongguan United, y en 2022 logra por primera vez el ascenso a la Primera Liga China.

## Nombres
- 2016: Dongguan Machong Rongyi F.C. (东莞麻涌融易)
- 2017–2018: Guangdong Rongyi F.C. (广东融易)
- 2019–2020: Guangdong Lianghetang F.C. (广东良和堂)
- 2021–presente: Dongguan United F.C. (东莞莞联)

## Palmarés
- Liga China de Campeones: 1

2020